# Phytocerum golbachi
Phytocerum golbachi är en skalbaggsart som beskrevs av Costa, Vanin, Lawrence och Ide 2003. Phytocerum golbachi ingår i släktet Phytocerum och familjen Cerophytidae. Inga underarter finns listade i Catalogue of Life.